# لوسیانا کاپراسو
لوسیانا کاپراسو (انگلیسی: Luciana Caporaso؛ زادهٔ ۲۳ ژوئن ۱۹۷۳) خوانندگی، ترانه‌سرا، هنرپیشه، هنرمند اهل بریتانیا است. وی از سال ۱۹۹۴ میلادی تاکنون مشغول فعالیت بوده‌است.